# Chris Wylde
Chris Noll, conocido como Chris Wylde (Hackettstown, Nueva Jersey, 22 de agosto de 1976) es un actor estadounidense.

## Filmografía

### Cine
| Año  | Título                           | Director                             | Papel                 | Nota          |
| ---- | -------------------------------- | ------------------------------------ | --------------------- | ------------- |
| 2000 | Space Cowboys                    | Clint Eastwood                       | Jason                 |               |
| 2000 | Coyote Ugly                      | David McNally                        | Chico universitario   |               |
| 2000 | The Right Hook                   | Luke Greenfield                      | Freddie               | Cortometraje  |
| 2001 | My First Mister                  | Christine Lahti                      | Camarero              |               |
| 2001 | Joe Dirt                         | Dennie Gordon                        | Chico del ferrocarril |               |
| 2001 | Evolution                        | Ivan Reitman                         | Estudiante            |               |
| 2007 | The Ten                          | David Wain                           | Kevin Lipworth        |               |
| 2007 | Descent                          | Talia Lugacy                         | Chris                 | Sin acreditar |
| 2009 | The Revenant                     | D. Kerry Prior                       | Joey Luebner          |               |
| 2009 | All's Faire in Love              | Scott Marshall                       | Príncipe Rank         |               |
| 2010 | Fred: The Movie                  | Clay Weiner                          | Guardia de seguridad  |               |
| 2011 | Fred 2: Night of the Living Fred | John Fortenberry                     | Guardia de seguridad  |               |
| 2013 | Coffee, Kill Boss                | Nathan Marshall                      | Chuck Quinn           |               |
| 2013 | Mikeyboy                         | Chris Berkenkamp                     | Steve Stevenson       |               |
| 2014 | Earth to Echo                    | Dave Green                           | Guardia de seguridad  |               |
| 2014 | Teenage Mutant Ninja Turtles     | Jonathan Liebesman                   | Reportero             |               |
| 2014 | Lucky Bastard                    | Robert Nathan                        | Kris                  |               |
| 2015 | The Duff                         | Ari Sandel                           | Sr. Fillmore          |               |
| 2017 | The Babysitter                   | Joseph McGinty Nichol                | Juan                  |               |
| 2018 | When We First Met                | Ari Sandel                           | Sr. Costigan          |               |
| 2019 | Airplane Mode                    | Ver listaDavid Dinetz Dylan Trussell | Benji                 |               |
| 2019 | Rim of the World                 | Joseph McGinty Nichol                | Tío Chris             |               |
| 2020 | The Eagle and the Albatross      | Angela Shelton                       | Randy                 |               |
| 2020 | The Babysitter: Killer Queen     | Joseph McGinty Nichol                | Juan                  |               |
| 2022 | Tall Girl 2                      | Emily Ting                           | Corey Dunkleman       |               |

### Televisión
| Año       | Título                                    | Papel                             | Nota         |
| --------- | ----------------------------------------- | --------------------------------- | ------------ |
| 2000–2001 | Strip Mall                                | Barry                             | 22 episodios |
| 2001      | The Chris Wylde Show Starring Chris Wylde | Chris Wylde                       | 11 episodios |
| 2002      | Watching Ellie                            | Asistente de producción           |              |
| 2002      | Trading Spaces                            | Él mismo                          |              |
| 2002-2003 | Taboo!                                    | Host                              | 44 episodios |
| 2003      | Filmfakers                                | Ensemble                          | 6 episodios  |
| 2003      | Hollywood Squares                         | Él mismo                          | 5 episodios  |
| 2003      | Just Shoot Me!                            | Max                               |              |
| 2004      | General Hospital                          | Ricky                             | 3 episodios  |
| 2005      | American Idol                             | Rapping Nanny                     |              |
| 2010      | Jonas                                     | Mad Mad Marty                     |              |
| 2010      | Pair of Kings                             | Two Peg                           | 2 episodios  |
| 2011      | Good Luck Charlie                         | Corporal Kwikki                   |              |
| 2011      | A.N.T. Farm                               | Sr. Marceau                       |              |
| 2012      | Gravity Falls                             | Voces adicionales                 |              |
| 2014      | Legit                                     | Gene                              | 2 episodios  |
| 2014      | Jessie                                    | Ver listaGrover Lord Thunderblood |              |
| 2015      | Happyish                                  | Hitler                            |              |
| 2015-2017 | Pickle and Peanut                         | Ver listaGary Viper Varias voces  | 6 episodios  |
| 2016      | Future-Worm!                              | Bread Baron                       |              |
| 2017      | Dimension 404                             | Detective                         |              |
| 2018-2019 | Young Sheldon                             | Glenn                             | 3 episodios  |
| 2020      | Amphibia                                  | Angwin                            | 1 episodio   |
| 2020      | The Cuphead Show                          | Croaks                            | 1 episodio   |